# 杭州日报
《杭州日报》是中华人民共和国的一份报纸，于1955年11月1日创刊，现为中共杭州市委机关报，由中共杭州市委主管、杭州日报报业集团（杭州日报社）主办出版。该报是继《长江日报》、《沈阳日报》后的第三家省会城市党委机关报。杭州日报报头采用1958年集毛泽东手迹的报头字。该报综合实力在全国副省级城市党委机关报中跻身前列。

## 历史
1955年4月18日，中共杭州市委成立《杭州日报》筹备委员会，中共杭州市委常委、宣传部部长胡景瑊兼任主任。同年11月1日，《杭州日报》创刊，创刊初期，该报为对开4版，依次为要闻版、地方新闻版、文化生活等副刊专刊版和新华社电讯版。1960年代初因进入经济困难时期，改出4开4版，并限量发行3万份。
文化大革命爆发后，1967年1月1日至10日，《杭州日报》各版均仅刊载新华社电讯，11日起恢复正常出报。1968年9月5日停刊，同年12月16日复刊，仍为4开4版。
1985年恢复为对开4版报。1990年代后，《杭州日报》不断改扩版。在1992年3月，增出对开4个版的《西湖周末》（后扩至彩印8版）；1993年11月推出《下午版》（为《每日商报》的前身）。2000年1月1日，《杭州日报》扩为12版彩色印刷。
1999年12月31日，《杭州日报》推出迎接新世纪的百版纪念刊，共分《辉煌历程》、《古都文韵》、《沧桑城镇》、《民生百计》、《百年精英》五个部分，其中新闻版面达60多版，创造浙江报纸媒体一天出版版面数量的纪录。2000年10月20日，为庆祝2000年西湖博览会召开，《杭州日报》推出128版特刊，对2000年西湖博览会进行了大量报道，并制作一套特刊光盘出版。
2000年11月14日，杭州日报社被国家新闻出版总署命名为“第二届全国地方报社管理先进单位”。2001年11月8日，杭州日报报业集团成立。
2018年，报纸入选2017年全国百强报纸推荐名单。

## 版面与内容
《杭州日报》现每周一8版，周二、周三20版，周四、周五24版，周六日、节假日4版。报纸内容涵盖要闻、杭州新闻、区县（市）新闻、浙江新闻、中国和国际新闻、经济新闻、文体新闻和副刊。
《杭州日报》创刊之初，新闻版面共使用三个版面，以杭州、浙江各类新闻为主，同时转载新华社的通稿。1980年代初期提出“新、快、短、活、深”报道方针。1993年报纸第一次扩版时，该报在新闻的数量、质量和时效上有所突破，同时规定一、二版每天至少各有3条昨日消息。2000年扩版时，《杭州日报》新闻版面从原先的7个增加到10个，扩大了要闻版、国际国内版、文体新闻版，新增杭州新闻版、经济新闻版、视点新闻版，扩版改版后报纸信息量增大。
该报自1950年代便开始重视对经济方面的报道。1980年起，该报在中国大陆报刊中率先开辟《旅游》专版，内容包括游记、名胜古迹介绍、旅游漫谈和杭州风光等。副刊方面，该报从创刊起便在在第三版设有综合性副刊《文化生活》，1957年4月改名《初阳》。1985年恢复对开大报后，副刊版设在第四版，设《花港》、《七色花》、《读书》、《体育》、《旅游》、《周末》等。目前副刊的名字为《西湖》。

## 新媒体
《杭州日报》于2000年10月建立“点击杭州”网站，此后网站更名为杭州网。
该报同时设有微博和微信账号。其中，该报的微信账号虽然开办时间较晚，但仍然走在了全国纸媒微信公众号的前列。2015年“中国微信500强”中，杭州日报排第369名，由于开办较晚，加上当时不享有公众号“一天可推送三次”的特权，因而在发布篇数等方面极大受限（目前《杭州日报》微信公众号一天可推送三次）。然而，2015年“杭州日报”全年平均阅读数为26,988，高于排名第88位的《钱江晚报》。此前在2013年8月1日，《杭州日报》成立全媒体新闻中心，由城市新闻中心、网络新闻中心和客户端组成。
另外，杭州日报记者原创的微信稿件，除了日常稿费，如一条稿件阅读量达到十万以上，还会有1000元的现金奖励。